# Spiradiclis spathulata
Spiradiclis spathulata är en måreväxtart som beskrevs av Xiu Xiang Chen och Cheng Chiu Huang. Spiradiclis spathulata ingår i släktet Spiradiclis och familjen måreväxter. Inga underarter finns listade i Catalogue of Life.